# Waikejiao
Waikejiao (chinois simplifié : 外磕脚 ; chinois traditionnel : 外磕腳 ; hanyu pinyin : Wàikējiǎo) est une petite île de l'est de la Chine, dans la province de Jiangsu.